# جوزيف ستيفانو
جوزيف ستيفانو (بالإنجليزية: Joseph Stefano)‏ هو كاتب سيناريو أمريكي، ولد في 5 مايو 1922 في فيلادلفيا في الولايات المتحدة، وتوفي في 25 أغسطس 2006 في ثاوزند أوكس في الولايات المتحدة بسبب نوبة قلبية.

## وصلات خارجية
- جوزيف ستيفانو على موقع IMDb (الإنجليزية)
- جوزيف ستيفانو على موقع ألو سيني (الفرنسية)
- جوزيف ستيفانو على موقع أول موفي (الإنجليزية)
- جوزيف ستيفانو على موقع قاعدة بيانات الأفلام السويدية (السويدية)
- جوزيف ستيفانو على موقع قاعدة بيانات الفيلم (الإنجليزية)
- جوزيف ستيفانو على موقع كينوبويسك (الروسية)